# Plasnica (kommun)
Plasnica (makedonska: Пласница, albanska: Komuna e Plasnicës, turkiska: Plasniça Belediyesi) är en kommun i Nordmakedonien. Den ligger i den västra delen av landet, 70 km söder om huvudstaden Skopje. Antalet invånare är 4 545. Arean är 54 kvadratkilometer.
Följande samhällen finns i kommunen Plasnica:
- Plasnica
- Lisičani
- Preglovo